# Parohijsko pismo (Bolman)
Parohijsko pismo (vašeg paroha protojereja Stevana Kuveždanina), bilten Srpske pravoslavne parohije bolmanske uz blagoslov njegovog preosveštenstva gospodina Lukijana.

## Objavljeni brojevi
Dosad izašlo 8 brojeva na 4 (brojevi 1. i 3. na 3) stranice A-4 formata ćirilicom. Prvi broj pripremljen pisaćom strojem, a ostali na računalu i umnoženi fotokopiranjem te besplatno podijeljeni vjernicima.
- Prvi broj izišao "o Duhovima 2001."
- drugi "o Maloj Gospojini - Krstovdanu 2001."
- treći "o Svetom ocu Nikolaju 2001.godine",
- četvrti "o Vaskrsu 2002. godine",
- peti 2003. godine.
- osmi  "o Vidovdanu 2006. god."

Prva tri broja pripremili jerej (kasnije protojerej) Stevan Kuveždanin, "privremeni paroh bolmanski", Radovan Stojanović i Jovan M. Nedić, a 4, 5. i 8. svećenik Stevan Kuveždanin.

## Sadržaj
Pored tekstova s crkvenom tematikom (Stevan Kuveždanin), bilten objavljuje i tekstove o radu parohije bolmanske i Crkvenoopštinskog upravnog odbora (COUO) u Bolmanu (Radovan Stojanović) te tekstove iz povijesti Bolmana (Jovan M. Nedić).

### Crkvena tematika
- Silazak svetog duha (broj 1)
- Sv. velikomučenik car Lazar (1)
- Rođenje sv. Jovana Preteče - Ivanjdan (1)
- Sv. apostoli Petar i Pavle (1)
- Krštenje u sv. hramu (1)
- Cvet nevinosti i čistote (2)
- Vozdviždenje časnog krsta (2)
- Zavetni dan (2)
- Krsna slava (3)
- Pričešćivanje (4)
- Vaskršnji običaji (4)
- O pokajanju i ispovesti (5)
- Vidovdan i Kosovo (8)
- Kanoni i običaji Pravoslavne crkve i njihova primena

### Povijest Bolmana
- Sjećanje (popis Bolmanaca iz 1715. i 1720. godine te obiteljskih prezimena prema protokolu krštenih i umrlih te prema "Protokolu dušepisanija" iz 1891. godine) (broj 2)
- Krsne slave u Bolmanu prema stanju 1896. godine (broj 3)

## Primjerci u bibliotekama
Sačuvani primjerci u Biblioteci Matice srpske: br. 1-3 (god. 1 : 2001), 4 (2 : 2002); u Narodnoj biblioteci Srbije i Nacionalnoj i sveučilišnoj knjižnici nema ni jednog primjerka.